# Przedsiębiorstwo Komunikacji Samochodowej w Kłodzku
Przedsiębiorstwo Komunikacji Samochodowej w Kłodzku S.A. – przedsiębiorstwo z siedzibą w Kłodzku zajmujące się transportem zbiorowym (autobusowym) głównie na terenie powiatu kłodzkiego. Powstała w 2002 roku po przekształceniu założonego w 1946 roku Przedsiębiorstwa Komunikacji Samochodowej w Kłodzku w spółkę akcyjną.
Kłodzki PKS świadczy usługi związane z rozkładowym transportem pasażerskim i transportem w komunikacji międzymiastowej, głównie na obszarze powiatu kłodzkiego. Zajmuje się również dowozem uczniów do szkół podstawowych oraz gimnazjalnych oraz obsługuje komunikację miejską na terenie Kłodzka. Przedsiębiorstwo ma swoją siedzibę w Kłodzku przy ulicy Dusznickiej 1 oraz 2 placówki terenowe w Bystrzycy Kłodzkiej i Nowej Rudzie. Spółka zapewnia także połączenia z największymi miastami województwa takimi jak: Wrocław, Wałbrzych. Sezonowo uruchamiane są kursy do Pogorzelicy i Kołobrzegu, a codzienna komunikacja do Zakopanego, Warszawy i Kielc zapewniają możliwość przejazdu do największych ośrodków Śląska jak Katowice, Gliwice czy Bytom oraz stolic województw: opolskiego, świętokrzyskiego, mazowieckiego, śląskiego.

## Historia
Początki przedsiębiorstwa związane są z powstaniem 16 stycznia 1946 roku dekretem Rady Ministrów przedsiębiorstwa państwowego „Państwowa Komunikacja Samochodowa”. W tym samym czasie decyzją władz wojewódzkich we Wrocławiu utworzono w Kłodzku oddział PKS, który zajmował się organizacją transportu zbiorowego na terenach ówczesnych powiatów: kłodzkiego, noworudzkiego i bystrzyckiego.
Od 1958 roku do początku lat 60. XX wieku kłodzki oddział PKS obsługiwał także komunikację miejską i podmiejską w Kłodzku, jednak została ona zawieszona na skutek nierentowności i przywrócona dopiero na przełomie lat 70. i 80. tego samego stulecia. W latach 70. XX wieku wzniesiono także na obrzeżach Kłodzka przy głównej trasie wylotowej na Kudowę-Zdrój siedzibę przedsiębiorstwa wraz z zajezdnią autobusową.
Tymczasem w 1983 roku na bazie Zjednoczenia PKS powstało przedsiębiorstwo państwowe pod nazwą Krajowa Państwowa Komunikacja Samochodowa z siedzibą w Warszawie. Wojewódzkie Przedsiębiorstwo PKS we Wrocławiu otrzymało nazwę Krajowa Państwowa Komunikacja Samochodowa Dyrekcja Okręgowa we Wrocławiu, natomiast kłodzki Oddział PKS rozpoczął działalność jako Krajowa Państwowa Komunikacja Samochodowa Oddział Towarowo-Osobowy w Kłodzku. Wraz z transformacją ustrojowo-gospodarczą kraju na początku lat 90. XX wieku nastąpił podział Krajowej Państwowej Komunikacji Samochodowej w Warszawie, w wyniku czego w 1990 roku rozpoczęło działalność Przedsiębiorstwo Państwowej Komunikacji Samochodowej w Kłodzku.
W 2002 roku przedsiębiorstwo rozpoczęło działalność jako jednoosobowa spółka Skarbu Państwa pod nazwą Przedsiębiorstwo Komunikacji Samochodowej w Kłodzku S.A., która w 2009 roku została przejęta przez powiat kłodzki.
Rok 2014 PKS Kłodzko zakończył stratą w wysokości niemal 700 tys. zł, 2015 – ponad 300 tys. zł, a 2016 – prawie 60 tys. zł. W 2017 przedsiębiorstwo osiągnęło ok. 80 tys. zł zysku, a w ciągu 10 miesięcy 2018 zysk osiągnął poziom 177 tys. 391 zł 06 gr. 
W 2018 PKS obsługiwał nieco ponad 400 połączeń lokalnych i dalekobieżnych, w tym uruchomione w tamtym czasie połączenia Stronie Śląskie - Wrocław - Stronie Śląskie (w weekendy), Lądek-Zdrój – Katowice – Lądek-Zdrój (codziennie) i Bystrzyca Kłodzka – Domaszków – Bystrzyca Kłodzka (w dni nauki szkolnej kursy). 1 stycznia 2019 do i ze Stronia Śląskiego wydłużono jedną z par autobusów kursujących dotychczas w krótszej relacji Bystrzyca Kłodzka – Lądek-Zdrój – Bystrzyca Kłodzka. Jednocześnie, 5 listopada 2019 PKS Kłodzko zawiesił do wakacji obsługiwaną przez siebie linię Kudowa-Zdrój - Zakopane (447 km). Zaprzestano również obsługi jednej pary kursów z Kłodzka do Międzygórza, jednej z Bystrzycy Kłodzkiej do Bolesławowa i jednej z Kłodzka do Międzylesia. 
Z powodu pandemii koronawirusa COVID-19, 21 marca 2020 przedsiębiorstwo zawiesiło wszystkie połączenia autobusowe, co spowodowało drastyczne pogorszenie się sytuacji finansowej przedsiębiorstwa i konieczność jego restrukturyzacji. W czerwcu 2020 ruch autobusowy wznowiono. We wrześniu 2020 wznowiono połączenie Bystrzyca Kłodzka - Wilkanów - Międzygórze. Rozkład jazdy ważny od 1 stycznia 2021 przewidywał 29 kursów dziennie. W związku z trudną sytuacją finansową rozpoczęto restrukturyzację przedsiębiorstwa, wystawiając na sprzedaż 20 najstarszych autobusów, oraz 2 dworce autobusowe i dwie zajezdnie. Jednocześnie powiat kłodzki udzielił spółce pożyczkę w wysokości 585 tys. złotych, która miała zapewnić wzrost liczby połączeń z 35 do 74 od 1 lutego 2021, jednak bez połączeń do Międzygórza, które odtworzono dopiero latem 2021. 28 października 2021, w związku z ponownym zamknięciem szkół na czas epidemii, liczbę kursów zmniejszono z 63 do 35. W związku z uzyskaniem statusu przewozów użyteczności publicznej i dofinansowaniem ze strony powiatu kłodzkiego, od 1 stycznia 2022 liczba połączeń wzrosła do 76.

## Władze spółki

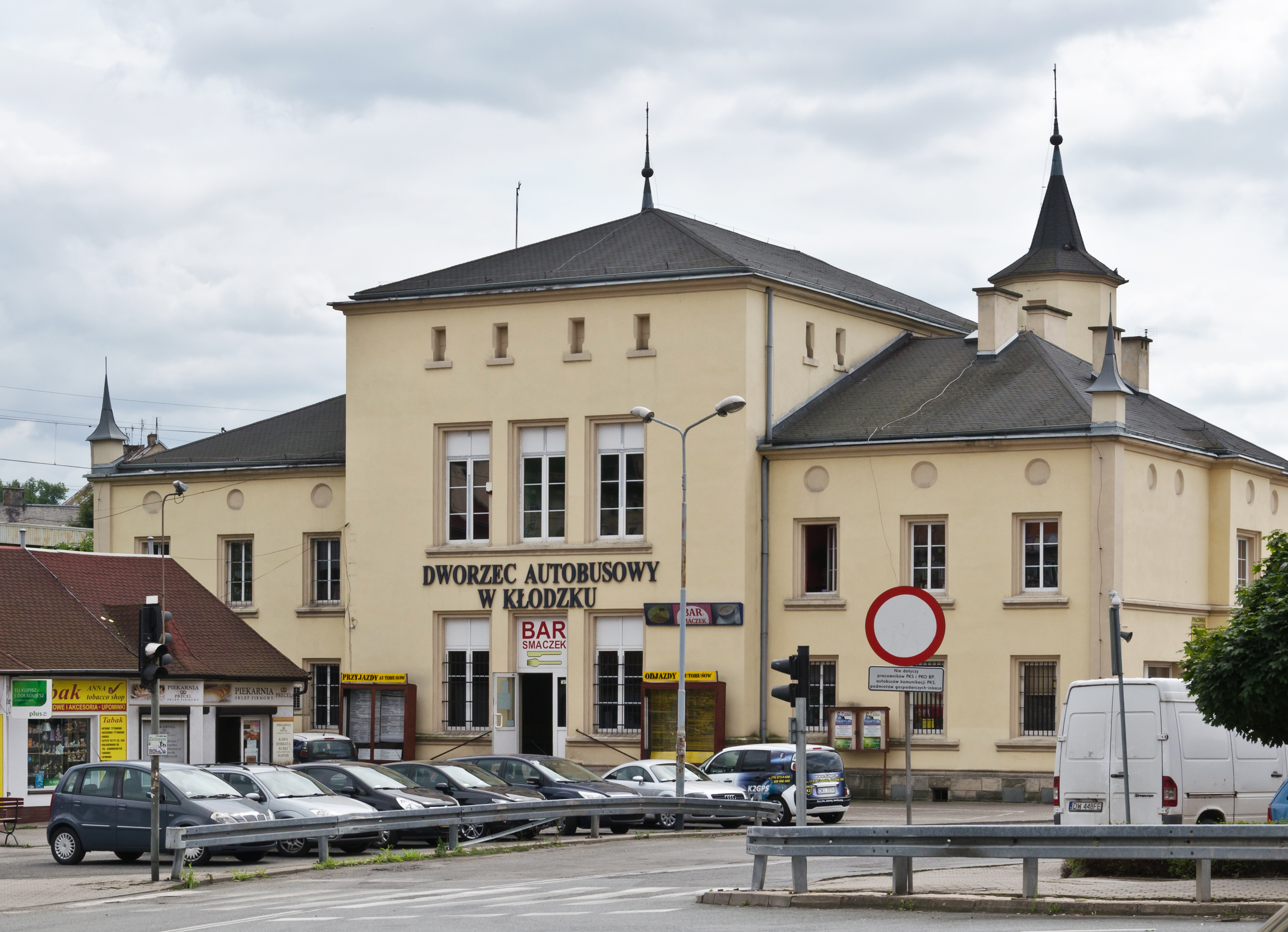
Dworzec autobusowy w Kłodzku

Władze kłodzkiego PKS, zgodnie z jego statutem nadanym spółce przez organ prowadzący (Starostwo Powiatowe w Kłodzku) tworzy zarząd (obecnie jednoosobowy) oraz rada nadzorcza. 

## Tabor
Obecnie w PKS S.A. w Kłodzku eksploatuje się pojazdy wyprodukowane przez osiem znanych w Polsce i na świecie firm:

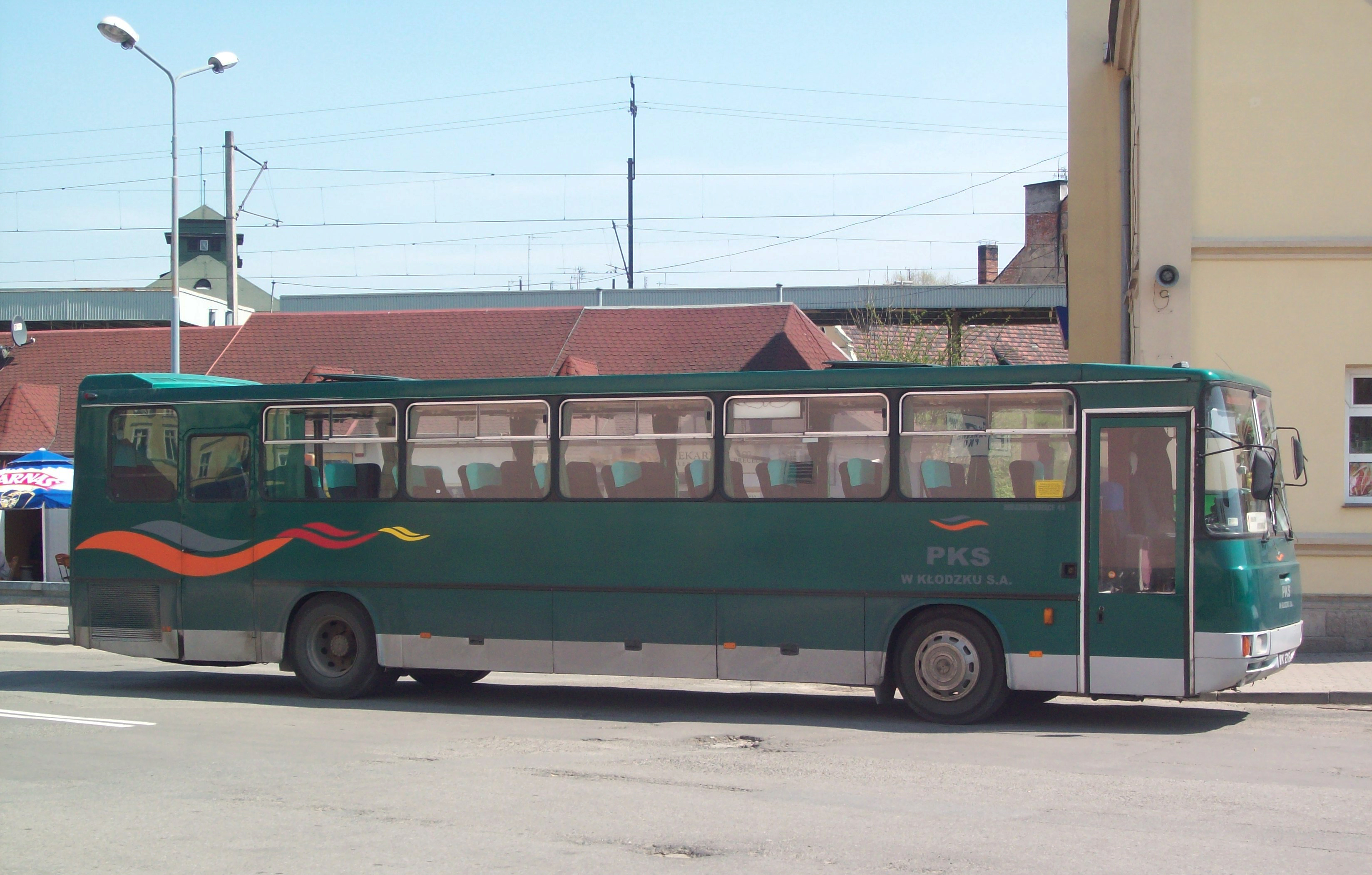
Autobus PKS Kłodzko z logiem spółki

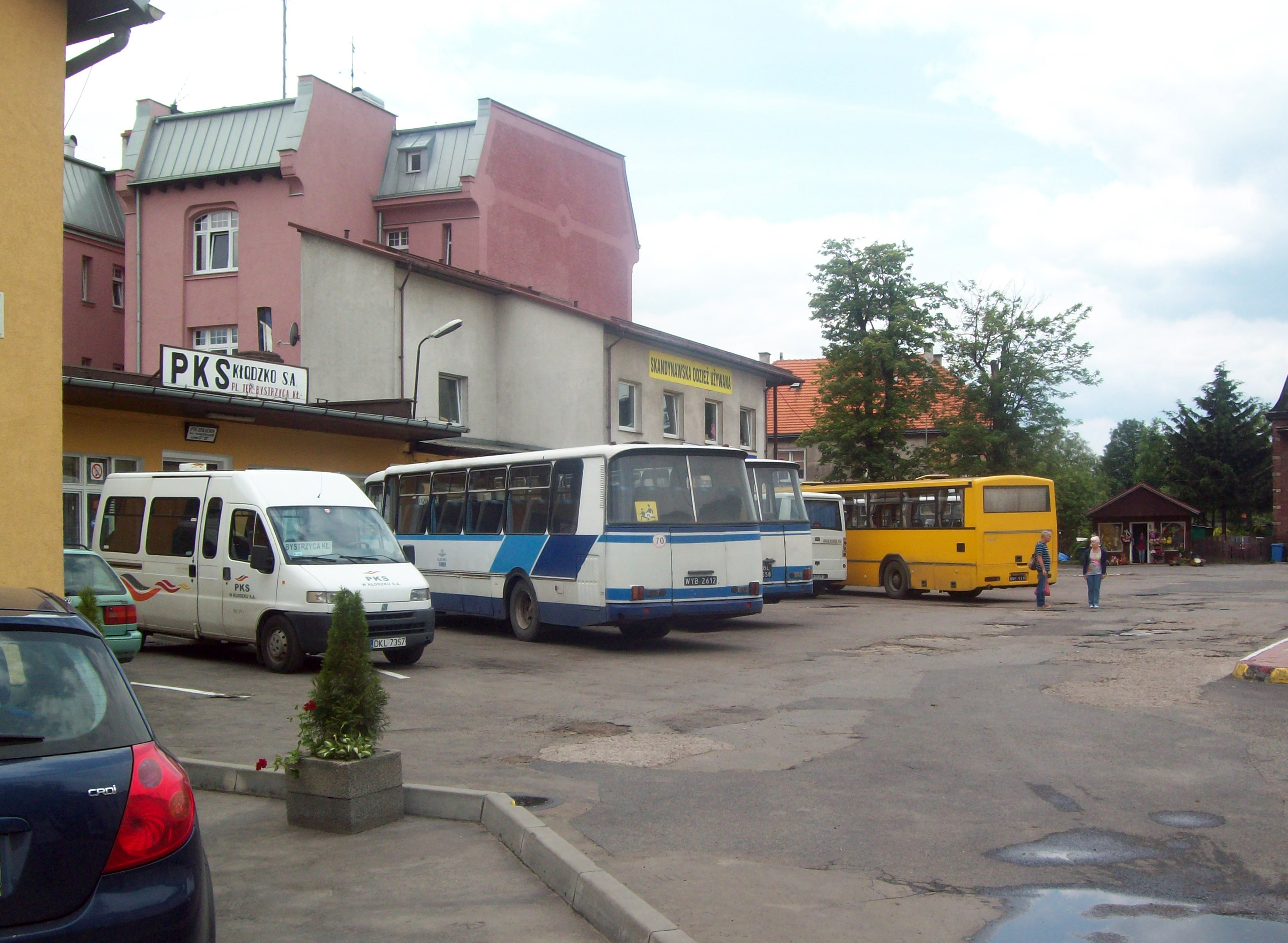
Dworzec autobusowy w Bystrzycy Kłodzkiej

| Typ autobusu          | Rok produkcji     | Rok zakupu        | Nr taborowe       | Liczba |
| --------------------- | ----------------- | ----------------- | ----------------- | ------ |
| Autosan A0909L        | 2001              | 2001              | 10002-10006       | 5      |
| Autosan H10-10        | 1999              | 2009              | 91010             | 1      |
| Autosan H10-11        | 2003              | 2003              | 30001             | 1      |
| Autosan H10-12        | 1996              | 1996              | 60005             | 1      |
| Autosan H6            | 2002              | 2002              | 20001             | 1      |
| Autosan H7            | 2003              | 2003              | 30001-30003       | 3      |
| Autosan H9-21         | 1993-2000         | 1996-2009         | 00001-91007       | 14     |
| Autosan H9-21         | 1993-2000         | 1996-2009         | 00001-91007       | 14     |
| BMC Levend XL         | 2010              | 2010              | 01001-01002       | 2      |
| Bova Futura FHD 12    | 2009              | 2009              | 91002-91004       | 3      |
| Bova Futura FHD 13    | 2003              | 2011              | 01003-01004       | 2      |
| Fiat Ducato           | 1998              | 2008              | 81009             | 1      |
| Scania Irizar Century | 1997              | 2004              | 40001             | 1      |
| Jelcz 120M            | 1998-1999         | 1998-2009         | 00004-91009       | 5      |
| Jelcz L081MB          | 2001              | 2001              | 10008             | 1      |
| Jelcz L100            | 2001              | 2001              | 10001             | 1      |
| Jelcz L120            | 1999              | 1999              | 90007-90008       | 1      |
| Jelcz PR110D          | 1989-1990         | 1990-1992         | 00538, 20506      | 2      |
| Jelcz T120            | 1998-2001         | 1998-2001         | 10007-80007       | 3      |
| Jelcz T120 Ewa        | 1999              | 1999-2000         | 90001, 00006      | 2      |
| MAN Lion’s Coach      | 2008              | 2008              | bd.               | 1      |
| MAN Lion’s Star       | 2008              | 2008              | 81004             | 1      |
| MAN SM152             | 2007              | 2007              | 71009             | 1      |
| MAN ÜL292             | 1992-1993         | 2006-2007         | 61005-71010       | 18     |
| Solbus C10,5          | 2004-2006         | 2004-2006         | 40003-61002       | 6      |
| Solbus C9,5           | 2004              | 2004              | 40005             | 1      |
| SOR C9,5              | 1998              | 2011              | 11002-11005       | 3      |
| SOR LC10,5            | 2012              | 2012              | 12001             | 1      |
| SOR CN12              | 2014              | 2014              | 14004-14012       | 9      |
| SOR C12               | 2014              | 2014              | 14001-14003       | 3      |
| Wszystkie pojazdy     | Wszystkie pojazdy | Wszystkie pojazdy | Wszystkie pojazdy | 108    |